# Хоминка
Хоми́нка (у минулому — Фоминка, хутор Фомин) — село Дачненської сільської громади в Одеському районі Одеської області в Україні. Населення становить 94 особи.
До 17 липня 2020 року було підпорядковане Роздільнянському району.

## Історія
У 1887 році на хуторі Фомин Більчанської волості Одеського повіту Херсонської губернії мешкало 31 чоловік та 33 жінки.
В 1896 році на хуторі Фомин Більчанської волості Одеського повіту Херсонської губернії, було 28 дворів, в яких мешкало 144 людей (76 чоловік і 68 жінок); при селищі Христианівка.
У 1909 році населений пункт увійшов до новоствореного Єгоро-Одрадовського сільськогосподарського товариства. Воно об'єднувало селища Єгорівку, Одрадівку, Фоминку та Христианівку (зараз частинка села Хоминка). Виконавчим органом була — Рада, головою якої був Тихановський Софрон Матвійович, а секретарем — Цвенис Антон Ілліч (вчитель). На 1912 рік кількість членів товариства складала 16 осіб. Вступний членський внесок сягав 2 рублі, а щорічний — 1.
У 1916 році в селі Фоминка Куртівської волості Одеського повіту Херсонської губернії, мешкало 217 людей (81 чоловік і 136 жінок).
Під час Голодомору в Україні 1932—1933 років в селі загинуло 5 осіб:
- Єременко Ірина Іллівна
- Колотилова Матрена Пилипівна
- Мачулка Раїса Климентівна
- Порудєєв Василь Іванович
- Харченко Катерина Опанасівна;

жителів села Христинівка (Христианівка) — 5 чоловік:
- Демченко Ілля Олексійович
- Коваль Ілля Леонтійович
- Маловиченко Григорій Степанович
- Николюк Таїсія Григорівна
- Сотниченко Ганна Григорівна[7].

Станом на 1 вересня 1946 року хутір Хоминка був в складі Одрадівської сільської Ради Біляївського району.
12 вересня 1967 року до складу Хоминки увійшло колишнє село Христинівка (у минулому — Христианівка).

## Населення
Згідно з переписом УРСР 1989 року чисельність наявного населення села становила 125 осіб, з яких 51 чоловік та 74 жінки.
За переписом населення України 2001 року в селі мешкало 105 осіб.

### Мова
Розподіл населення за рідною мовою за даними перепису 2001 року:
| Мова       | Відсоток |
| ---------- | -------- |
| українська | 99,05 %  |
| російська  | 0,95 %   |

## Відомі люди
- Ферстер Єгор Християнович (1756—1826) — російський командир епохи наполеонівських війн, генерал-лейтенант Російської імператорської армії.